# Vüsal Hüseynov
Vüsal Hüseynov (9 agosto 1982) è un ex calciatore azero, di ruolo centrocampista.

## Carriera

### Club
Ha sempre giocato nella massima serie del proprio paese con varie squadre.

### Nazionale
Debutta nel 2003 con la Nazionale azera, giocando 6 partite complessive.